# 维里尼厄
维里尼厄（法語：Virigneux，法語發音：[viʁiɲø]）是法国卢瓦尔省的一个市镇，位于该省东部，属于蒙布里松区。

## 地理
维里尼厄（45°41'20"N, 4°21'13"E）面积11.84 平方千米，位于法国奥弗涅-罗讷-阿尔卑斯大区卢瓦尔省，该省份为法国中南部省份，北起顺时针与索恩-卢瓦尔省、罗讷省、伊泽尔省、阿尔代什省、上盧瓦爾省、多姆山省和阿列省接壤。
与维里尼厄接壤的市镇（或旧市镇、城区）包括：马兰日、圣巴泰勒米-莱斯特拉、圣西尔莱维涅、圣马丹莱斯特拉、瓦莱耶。

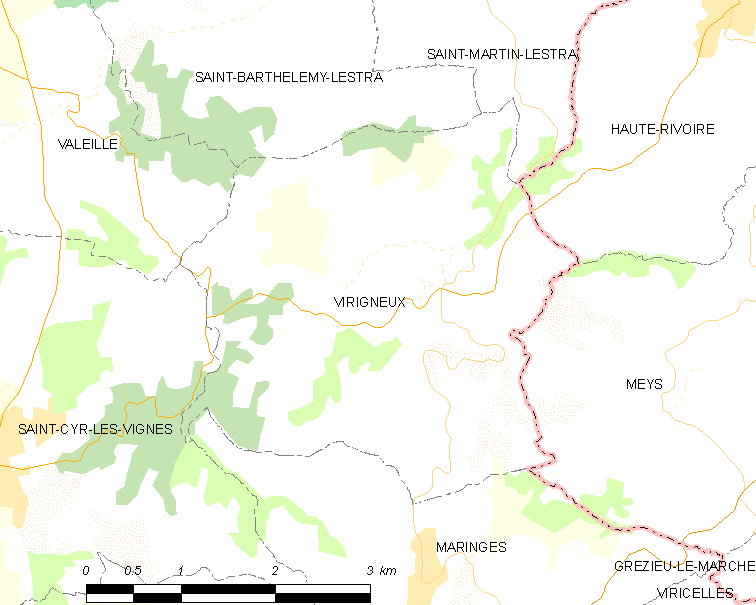
维里尼厄的OSM定位图

维里尼厄的时区为UTC+01:00、UTC+02:00（夏令时）。

## 行政
维里尼厄的邮政编码为42140，INSEE市镇编码为42336。

## 政治
维里尼厄所属的省级选区为弗尔县。

## 人口

1962-2008年间维里尼厄人口变化图示

维里尼厄于2022年1月1日时的人口数量为621人。